# Rajd Rzeszowski 2022
31. MARMA Rajd Rzeszowski – 31. edycja Rajdu Rzeszowskiego. To rajd samochodowy, który był rozgrywany od 4 sierpnia do 6 sierpnia 2022 roku. Bazą rajdu było miasto Rzeszów. Była to szósta runda rajdowych samochodowych mistrzostw Polski w roku 2022 i szósta runda Rajdowych mistrzostwa Słowacji w roku 2022.

## Lista zgłoszeń[1]
Poniższa lista spośród 67 zgłoszonych zawodników obejmuje tylko zawodników startujących w najwyższej klasie 2, samochodami grupy R5 i wybranych zawodników startujących w klasie Open.
| Nr | Kierowca            | Pilot              | Samochód               | Klasa  | Seria            |
| -- | ------------------- | ------------------ | ---------------------- | ------ | ---------------- |
| 1  | Erik Cais           | Petr Těšínský      | Ford Fiesta Rally2     | RC2    |                  |
| 2  | Tom Kristensson     | Andreas Johansson  | Hyundai i20 R5         | RC2, 2 | Poland           |
| 3  | Kacper Wróblewski   | Jakub Wróbel       | Škoda Fabia Rally2 evo | RC2, 2 | Poland, Slovakia |
| 4  | Sylwester Płachytka | Jacek Nowaczewski  | Škoda Fabia Rally2 evo | 2      | Poland           |
| 5  | Grzegorz Grzyb      | Adam Binięda       | Škoda Fabia Rally2 evo | RC2, 2 | Poland, Slovakia |
| 7  | Maciej Lubiak       | Grzegorz Dachowski | Škoda Fabia Rally2 evo | RC2, 2 | Poland, Slovakia |
| 8  | Zbigniew Gabryś     | Daniel Dymurski    | Škoda Fabia Rally2 evo | RC2, 2 | Poland           |
| 9  | Łukasz Byśkiniewicz | Daniel Siatkowski  | Škoda Fabia Rally2 evo | RC2, 2 | Poland           |
| 10 | Jarosław Szeja      | Marcin Szeja       | Hyundai i20 R5         | 2      | Poland           |
| 11 | Michał Tochowicz    | Piotr Białowąs     | Citroën C3 Rally2      | RC2, 2 | Poland           |
| 12 | Dariusz Poloński    | Łukasz Sitek       | Volkswagen Polo GTI R5 | 2      | Poland           |
| 14 | Sławomir Sawicki    | Jakub Gerber       | Škoda Fabia Rally2 evo | RC2, 2 |                  |

## Zwycięzcy odcinków specjalnych[2]
| Dzień      | Numer odcinka | Nazwa odcinka         | Długość             | Zwycięzca odcinka      | Samochód               | Czas                | Lider rajdu |
| ---------- | ------------- | --------------------- | ------------------- | ---------------------- | ---------------------- | ------------------- | ----------- |
| 5 sierpnia |               |                       |                     |                        |                        |                     |             |
| OS1        | Pstrągowa 1   | 14,17 km              | Sylwester Płachytka | Škoda Fabia Rally2 evo | 7:01,7                 | Sylwester Płachytka |             |
| OS2        | Lubenia 1     | 20,66 km              | Grzegorz Grzyb      | Škoda Fabia Rally2 evo | 11:32,1                | Grzegorz Grzyb      |             |
| OS3        | Pstrągowa 2   | 14,17 km              | Grzegorz Grzyb      | Škoda Fabia Rally2 evo | 6:58,0                 | Grzegorz Grzyb      |             |
| OS4        | Lubenia 2     | 20,66 km              | Grzegorz Grzyb      | Škoda Fabia Rally2 evo | 11:25,2                | Grzegorz Grzyb      |             |
| OS5        | Rzeszów       | 2,30 km               | Grzegorz Grzyb      | Škoda Fabia Rally2 evo | 1:50,1                 | Grzegorz Grzyb      |             |
| 7 sierpnia | OS6           | Wysocka 1             | 14,44 km            | Sylwester Płachytka    | Škoda Fabia Rally2 evo | Grzegorz Grzyb      | 8:14,1      |
| 7 sierpnia | OS7           | Frysztak 1            | 14,40 km            | Erik Cais              | Ford Fiesta Rally2     | Grzegorz Grzyb      | 7:20,0      |
| 7 sierpnia | OS8           | Różanka 1             | 10,90 km            | Tom Kristensson        | Hyundai i20 R5         | Grzegorz Grzyb      | 5:51,4      |
| 7 sierpnia | OS9           | Wysocka 2             | 14,44 km            | Sylwester Płachytka    | Škoda Fabia Rally2 evo | Grzegorz Grzyb      | 8:09,8      |
| 7 sierpnia | OS10          | Frysztak 2            | 14,40 km            | Erik Cais              | Ford Fiesta Rally2     | Grzegorz Grzyb      | 7:12,7      |
| 7 sierpnia | OS11          | Różanka 2 Power Stage | 10,90 km            | Kacper Wróblewski      | Škoda Fabia Rally2 evo | Grzegorz Grzyb      | 5:48,1      |

### Power Stage w RSMP – OS11[3]
| Miejsce | Kierowca            | Pilot             | Samochód               | Czas/strata | Punkty |
| ------- | ------------------- | ----------------- | ---------------------- | ----------- | ------ |
| 1       | Kacper Wróblewski   | Jakub Wróbel      | Škoda Fabia Rally2 evo | 5:48,1      | 5      |
| 2       | Sylwester Płachytka | Jacek Nowaczewski | Škoda Fabia Rally2 evo | +2,3        | 4      |
| 3       | Grzegorz Grzyb      | Adam Binięda      | Škoda Fabia Rally2 evo | +2,4        | 3      |
| 4       | Tom Kristensson     | Andreas Johansson | Hyundai i20 R5         | +2,5        | 2      |
| 5       | Jarosław Szeja      | Adam Binięda      | Hyundai i20 R5         | +5,1        | 1      |

## Wyniki końcowe rajdu[4]
| Miejsce | Kierowca            | Pilot             | Samochód                | Czas      | Strata  | Grupa Klasa  |
| ------- | ------------------- | ----------------- | ----------------------- | --------- | ------- | ------------ |
| 1       | Grzegorz Grzyb      | Adam Binięda      | Škoda Fabia Rally2 evo  | 1:21:43,6 | –       | RC2, 2, CEZ1 |
| 2       | Sylwester Płachytka | Jacek Nowaczewski | Škoda Fabia Rally2 evo  | 1:21:56,7 | +13,1   | 2, CEZ1      |
| 3       | Erik Cais           | Petr Těšínský     | Ford Fiesta Rally2      | 1:22:18,7 | +35,1   | RC2, CEZ1    |
| 4       | Kacper Wróblewski   | Jakub Wróbel      | Škoda Fabia Rally2 evo  | 1:22:27,0 | +43,4   | RC2, 2, CEZ1 |
| 5       | Jarosław Szeja      | Marcin Szeja      | Hyundai i20 R5          | 1:22:40,4 | +56,8   | 2            |
| 6       | Łukasz Byśkiniewicz | Daniel Siatkowski | Hyundai i20 R5          | 1:23:14,4 | +1:30,8 | RC2, 2, CEZ1 |
| 7       | Zbigniew Gabryś     | Daniel Dymurski   | Škoda Fabia Rally2 evo  | 1:24:29,2 | +2:45,6 | RC2, 2, CEZ1 |
| 8       | Tom Kristensson     | Andreas Johansson | Hyundai i20 R5          | 1:26:22,5 | +4:38,9 | RC2, 2       |
| 9       | Jacek Sobczak       | Michał Marczewski | Porsche 997 GT3 Cup 3.6 | 1:27:21,5 | +5:37,9 | NAT3         |
| 10      | Dariusz Poloński    | Łukasz Sitek      | Volkswagen Polo GTI R5  | 1:27:47,3 | +6:03,7 | 2            |

Klasyfikacja RSMP
W klasyfikacji RSMP dodatkowe punkty przyznawane są za odcinek Power Stage.
| Miejsce | Kierowca            | Pilot               | Samochód                   | Czas      | Strata   | Grupa        | Punkty |
| ------- | ------------------- | ------------------- | -------------------------- | --------- | -------- | ------------ | ------ |
| 1       | Grzegorz Grzyb      | Adam Binięda        | Škoda Fabia Rally2 evo     | 1:21:43,6 | –        | RC2, 2, CEZ1 | 30+3   |
| 2       | Sylwester Płachytka | Jacek Nowaczewski   | Škoda Fabia Rally2 evo     | 1:21:56,7 | +13,1    | 2, CEZ1      | 24+4   |
| 3       | Kacper Wróblewski   | Jakub Wróbel        | Škoda Fabia Rally2 evo     | 1:22:27,0 | +43,4    | RC2, 2, CEZ1 | 21+5   |
| 4       | Jarosław Szeja      | Marcin Szeja        | Hyundai i20 R5             | 1:22:40,4 | +56,8    | 2            | 19+1   |
| 5       | Łukasz Byśkiniewicz | Daniel Siatkowski   | Hyundai i20 R5             | 1:23:14,4 | +1:30,8  | RC2, 2, CEZ1 | 17     |
| 6       | Zbigniew Gabryś     | Daniel Dymurski     | Škoda Fabia Rally2 evo     | 1:24:29,2 | +2:45,6  | RC2, 2, CEZ1 | 15     |
| 7       | Tom Kristensson     | Andreas Johansson   | Hyundai i20 R5             | 1:26:22,5 | +4:38,9  | RC2, 2       | 13+2   |
| 8       | Jacek Sobczak       | Michał Marczewski   | Porsche 997 GT3 Cup 3.6    | 1:27:21,5 | +5:37,9  | NAT3         | 11     |
| 9       | Dariusz Poloński    | Łukasz Sitek        | Volkswagen Polo GTI R5     | 1:27:47,3 | +6:03,7  | 2            | 9      |
| 10      | Kamil Bolek         | Łukasz Jastrzębski  | Ford Fiesta Rally3         | 1:28:58,4 | +7:14,8  | RC3, 3 CEZ2  | 7      |
| 11      | Piotr Parys         | Andrzej Górski      | Subaru Impreza STi R4      | 1:29:38,3 | +7:54,7  | NAT2         | 5      |
| 12      | Grzegorz Bonder     | Kamil Heller        | Renault Clio Rally4        | 1:31:32,6 | +9:49,0  | 4            | 4      |
| 13      | Błażej Gazda        | Maciej Mikuliszyn   | Peugeot 208 Rally4         | 1:32:02,1 | +10:18,5 | 4            | 3      |
| 14      | Artur Równiatka     | Wojciech Habuda     | Mitsubishi Lancer Evo X R4 | 1:32:30,2 | +10:46,6 | NAT2         | 2      |
| 15      | Marcin Kowal        | Sebastian Lenkowski | Ford Fiesta Rally3         | 1:32:53,5 | +11:09,9 | 3            | 1      |

## Klasyfikacja kierowców RSMP 2022 po 5 rundach
Punkty otrzymuje 15 pierwszych zawodników, którzy ukończą rajd według klucza:
| Miejsce | 1  | 2  | 3  | 4  | 5  | 6  | 7  | 8  | 9 | 10 | 11 | 12 | 13 | 14 | 15 |
| Punkty  | 30 | 24 | 21 | 19 | 17 | 15 | 13 | 11 | 9 | 7  | 5  | 4  | 3  | 2  | 1  |

Dodatkowe punkty zawodnicy zdobywają za ostatni odcinek specjalny zwany Power Stage, punktowany: za zwycięstwo – 5, drugie miejsce – 4, trzecie – 3, czwarte – 2 i piąte – 1 punkt.
| Miejsce | 1 | 2 | 3 | 4 | 5 |
| Punkty  | 5 | 4 | 3 | 2 | 1 |

W tabeli uwzględniono miejsce, które zajął zawodnik w poszczególnym rajdzie, a w indeksie górnym umieszczono miejsce zajęte na ostatnim, dodatkowo punktowanym odcinku specjalnym tzw. Power Stage.
| Poz. | Kierowca            | Świdnicki | Podlaski | Polski | Żmudzi | Rzeszowski | Śląska | Wisły | Koszyc | Suma punktów |
| ---- | ------------------- | --------- | -------- | ------ | ------ | ---------- | ------ | ----- | ------ | ------------ |
| 1    | Tom Kristensson     | 3         | 1        | 21     | 1      | 74         |        |       |        | 138          |
| 2    | Grzegorz Grzyb      | 2         | 5        | 3      | 35     | 13         |        |       |        | 124          |
| 3    | Kacper Wróblewski   | 1         | 23       |        | 53     | 31         |        |       |        | 108          |
| 4    | Maciej Lubiak       | 6         | 34       | 5      | 6      | NU         |        |       |        | 71           |
| 5    | Sylwester Płachytka | 84        | NU       |        | 2      | 2          |        |       |        | 69           |
| 6    | Zbigniew Gabryś     | 5         | 6        | NU     | 7      | 6          |        |       |        | 60           |
| 7    | Łukasz Byśkiniewicz | 7         | 8        | NU     | 8      | 5          |        |       |        | 52           |
| 8    | Jarosław Szeja      | 45        | NU       |        |        | 45         |        |       |        | 40           |
| 9    | Adrian Chwietczuk   |           |          | 4      | 42     |            |        |       |        | 40           |
| 10   | Mikołaj Marczyk     |           |          | 12     |        |            |        |       |        | 34           |
| 11   | Kamil Bolek         | 12        | 9        | 11     | 9      | 10         |        |       |        | 34           |
| 12   | Adam Sroka          | 10        | NU       | 7      | 12     | 16         |        |       |        | 24           |
| 13   | Krzysztof Bubik     |           | 42       |        |        |            |        |       |        | 23           |
| 14   | Jacek Sobczak       | 9         | 14       |        |        | 8          |        |       |        | 22           |
| 15   | Daniel Chwist       |           |          | 64     |        |            |        |       |        | 17           |
| 16   | Radosław Typa       |           | 75       | NU     |        |            |        |       |        | 14           |
| 17   | Gracjan Predko      | NU        | 11       | 9      |        | NU         |        |       |        | 14           |
| 18   | Marek Roefler       | 42        | 10       |        | 10     | 27         |        |       |        | 14           |
| 19   | Błażej Gazda        | 14        | NU       | 10     |        | 13         |        |       |        | 12           |
| 20   | Rafał Kwiatkowski   | 11        |          | 14     | 11     | 17         |        |       |        | 12           |
| 21   | Michał Tochowicz    | NU        |          | 8      |        | NU         |        |       |        | 11           |
| 22   | Dariusz Poloński    | 16        |          |        |        | 9          |        |       |        | 9            |
| 23   | Grzegorz Bonder     | 18        | 12       |        | 15     | 12         |        |       |        | 9            |
| 24   | Tomasz Ociepa       | 26        | 13       | 12     |        | 19         |        |       |        | 7            |
| 25   | Marcin Kowal        | 21        | NU       | 13     | 13     | 15         |        |       |        | 7            |
| 26   | Piotr Parys         |           |          |        |        | 11         |        |       |        | 7            |
| 27   | Marek Nowak         | 13        |          | NU     | 14     | NU         |        |       |        | 5            |
| 28   | Artur Równiatka     | 15        |          |        |        | 14         |        |       |        | 3            |
| 29   | Paweł Grzywacz      | 27        |          | 15     | 17     | 25         |        |       |        | 1            |
| 30   | Sebastian Teter     |           | 15       |        |        |            |        |       |        | 1            |
| Poz. | Kierowca            | Świdnicki | Podlaski | Polski | Żmudzi | Rzeszowski | Śląska | Wisły | Koszyc | Suma punktów |